# 砂鉄 (THE HIGH-LOWSの曲)
「砂鉄」（さてつ）は、日本のバンドTHE HIGH-LOWSの24枚目のシングルである。2004年7月21日発売。発売元はBMG JAPAN。

## 概要
- PV監督は福和敏。PVの内容は、探検隊に扮した４人が、砂漠らしき場所で演奏したり、おふざけをしたりするというもの。最後には、恒例(？)の食事シーンがあり、メンバーはうな重を食べている。

## 収録曲
1. 砂鉄(4:02)
作詞・作曲：真島昌利
2. ヤゴ(2:09)
作詞・作曲：甲本ヒロト
アルバム未収録。
3. ただ一人の男(3:05)
作詞・作曲：真島昌利
アルバム未収録。

## 収録アルバム
- オリジナル『Do!! The★MUSTANG』（2004年9月1日）